# Schönfeld (Artern)
Schönfeld is een dorp in de Duitse gemeente Artern in het Kyffhäuserkreis in Thüringen. Het dorp wordt voor het eerst vermeld in een oorkonde uit 1236. In 1995 werd het dorp bij Artern gevoegd. 